# Onthophagus terminatus
Onthophagus terminatus là một loài bọ cánh cứng trong họ Bọ hung (Scarabaeidae).